# دان سيرافاني
دان سيرافاني (بالإنجليزية: Dan Serafini)‏ هو لاعب كرة قاعدة أمريكي، ولد في 25 يناير 1974 في سان فرانسيسكو في الولايات المتحدة.

## وصلات خارجية
- دان سيرافاني على موقع دوري كرة القاعدة الرئيسي (الإنجليزية)
- دان سيرافاني على موقع الدوري الياباني لكرة القاعدة (الإنجليزية)
- دان سيرافاني على موقعبيزبول رفرنس.كوم (الدوري الرئيسي) (الإنجليزية)
- دان سيرافاني على موقعبيزبول رفرنس.كوم (الدوري الثانوي) (الإنجليزية)
- دان سيرافاني على موقع إي إس بي إن.كوم (أم.أل.بي) (الإنجليزية)
- دان سيرافاني على موقع مشجعي الرسوم البيانية (الإنجليزية)